# Mozoncillo
Mozoncillo – gmina w Hiszpanii, w prowincji Segowia, w Kastylii i León, o powierzchni 42,74 km². W 2011 roku gmina liczyła 1064 mieszkańców.